# 譚綸
譚綸（1519年8月4日—1577年4月20日），字子理，一字以詔，号二华，江西宜黃譚坊人，祖籍湖廣長沙（今湖南），嘉靖甲辰進士出身，萬曆時官至兵部尚書。

## 生平
譚綸自幼沉毅雄健，謀略遠大，讀書無所不涉。嘉靖二十二年（1543年）中癸卯科江西鄉試舉人，次年聯捷甲辰科進士。初任南京禮部主事，後任兵部職方司郎中。譚綸對軍事甚有研究。嘉靖二十九年（1551年）倭寇屢襲浙江沿海，譚綸受命任台州府知府。在當地譚綸乃招募鄉勇千人，練兵禦倭。进浙江按察司海道副使，嘉靖三十六年（1557年）譚綸率兵在台州大挫倭寇。嘉靖三十七年（1558年）倭寇再率數萬人侵擾台州，譚綸再親率死士與倭寇大戰，三戰三捷，使軍威大振。加右参政，四十一年六月调任福建管粮，纶辞以地方稍宁，乞归守制，许之。倭寇在福建沿海再度歸來，在邵武、興化一帶大肆劫掠。嘉靖四十二年（1563年）春正月，起丁忧参政谭纶以原官兼按察司佥事，统浙兵千二百人，与都督刘显、总兵俞大猷一起围剿倭寇。三月擢為右僉都御史，巡撫福建，並舉薦戚繼光、俞大猷等參與戰役。同年四月譚綸任總指揮，命戚、俞等分頭進攻，一舉滅敵二千多人，收復興化。次年，倭寇再攻仙游，譚綸親率戚繼光部增援，攻下仙游，斬敵千餘，迫使倭寇餘部入海逃遁。四十三年四月以地方平定，请求回乡守制。四十四年十月，起任陕西巡抚，十二月改巡抚四川右副都御史，四十五年十月升为兵部右侍郎兼都察院右佥都御史、总督两广军务兼理粮饷，隆慶元年（1568年）十一月回兵部管事。二年三月，譚綸獲任命為兵部左侍郎、兼薊遼保定總督，負責京畿防務。他再度舉薦戚繼光協防，自居庸關到山海關，修建防禦台三千座，使東北一帶防務大大加強。據稱譚綸及其部下斬獲的敵人首級，數目達二萬一千五百。五年八月，升兵部尚书、兼都察院右副都御史、协理戎政如故，十月以疾请告回籍。
明神宗即位，起用爲兵部尚書。給事中雒遵彈劾其不稱職，譚綸三次上疏請求罢職，均獲朝廷降詔留用。萬曆五年（1577年）卒於官。贈太子太保，諡襄敏。

## 家族
高祖父譚世隆、曾祖父譚積、祖父譚廷用、父譚鎬。

## 延伸阅读
[在维基数据编辑]
 《國朝獻徵錄·卷之三十九》，出自焦竑《國朝獻徵錄》
 《明史卷二百二十二》，出自《明史》

| 官衔          | 官衔                                                                                              | 官衔          |
| ------------- | ------------------------------------------------------------------------------------------------- | ------------- |
| 前任： 宋治   | 明朝台州府知府 1555年－1558年                                                                     | 繼任： 黃大節 |
| 前任： 游震得 | 福建巡撫 嘉靖四十二年（1563年）任                                                                 | 繼任： 汪道昆 |
| 前任： 曹邦輔 | 薊遼總督 總督薊遼保定等處軍務 隆慶二年三月丙寅－隆慶四年十月甲辰 （1568年4月13日－1570年11月7日） | 繼任： 劉應節 |